# Cúp bóng đá Ukraina 2015–16
Cúp bóng đá Ukraina 2015–16 là mùa giải thứ 25 của giải đấu bóng đá loại trực tiếp hàng năm ở Ukraina.
Quyết định lịch thi đấu cho các đội bóng từ Giải hạng nhất và hạng nhì được thông qua ngày 3 tháng 7 năm 2015 tại một phiên họp Hội đồng Trung ương của Liên đoàn bóng đá chuyên nghiệp Ukraina

## Thể thức thi đấu
Khởi đầu với Vòng 32 đội, các đội bóng được phân chia đồng đều theo hạt giống và không theo hạt giống dựa trên thứ hạng hiện tại của đội bóng trước mỗi vòng. Các đội xếp hạt giống nằm ở nửa trên bảng thứ hạng, không hạt giống xếp ở nửa dưới.
Vòng 16 đội, tứ kết và bán kết đều bao gồm hai lượt đi và về.
Khởi đầu Vòng 16 đội cho đến bán kết, đội nhà ở lượt đi là đội không xếp hạt giống, lượt về là của đội xếp hạt giống.

## Phân bổ đội bóng

### Phân phối
| Vòng sơ loại (26 đội) | Vòng sơ loại (26 đội) | - 10 đội từ Giải hạng nhất - 14 đội từ Giải hạng nhì - 2 đội từ Cúp nghiệp dư |                                |
| Vòng Một (32 đội)     | Vòng Một (32 đội)     | - 14 đội từ Giải vô địch quốc gia - 5 đội từ Giải hạng nhất                   | - 13 đội thắng từ Vòng sơ loại |

### Ngày thi đấu và bốc thăm
| Giai đoạn      | Vòng đấu    | Ngày bốc thăm        | Ngày thi đấu                  |
| -------------- | ----------- | -------------------- | ----------------------------- |
| Vòng loại      | Vòng 64 đội | 3 tháng 7 năm 2015   | 22 tháng 7 năm 2015           |
| Vòng đấu chính | Vòng 32 đội | 29 tháng 7 năm 2015  | 22 20 tháng Tám15             |
| Vòng đấu chính | Vòng 16 đội | 28 20 tháng Tám15    | Lượt đi: 23 tháng 9 năm 2015  |
| Vòng đấu chính | Vòng 16 đội | 28 20 tháng Tám15    | Lượt về: 28 tháng 10 năm 2015 |
| Vòng đấu chính | Tứ kết      | 30 tháng 10 năm 2015 | Lượt đi: 2 tháng 3 năm 2016   |
| Vòng đấu chính | Tứ kết      | 30 tháng 10 năm 2015 | Lượt về: TBD                  |
| Vòng đấu chính | Bán kết     | 8 tháng 4 năm 2016   | Lượt đi: 20 tháng 4 năm 2016  |
| Vòng đấu chính | Bán kết     | 8 tháng 4 năm 2016   | Lượt về: 11 tháng 5 năm 2016  |
| Vòng đấu chính | Chung kết   | 21 tháng 5 năm 2016  | 21 tháng 5 năm 2016           |

## Lịch thi đấu

### Vòng sơ loại (1/32)
Vòng này có sự tham gia của 10 đội bóng từ Giải hạng nhất, 14 đội từ Giải hạng nhì và hai đại diện từ Cúp bóng đá nghiệp dư Ukraina 2014. Các trận đấu diễn ra vào ngày 22 tháng 7 năm 2015.
| Arsenal-Kyivshchyna Bila Tserkva (2L) | 0–2                  | (1L) Obolon-Brovar Kyiv |  |
| Arsenal Kyiv (2L)                     | 1–0                  | (2L) Veres Rivne        |  |
| Kremin Kremenchuk (2L)                | 0–4                  | (1L) Cherkaskyi Dnipro  |  |
| Real Pharma Odesa (2L)                | 0–0 (s.h.p.), p. 4–5 | (2L) Krystal Kherson    |  |
| FC Nikopol-NPHU (2L)                  | 1–3                  | (1L) FC Ternopil        |  |
| Naftovyk-Ukrnafta Okhtyrka (1L)       | 3–1                  | (1L) Nyva Ternopil      |  |
| Kolos Kovalivka (2L)                  | 1–3                  | (1L) FC Sumy            |  |
| Avanhard Kramatorsk (1L)              | 2–1                  | (1L) FC Poltava         |  |
| Bukovyna Chernivtsi (2L)              | 0–0 (s.h.p.), p. 4–5 | (1L) MFC Mykolaiv       |  |
| SCC Demnya (AM)                       | 1–2 (s.h.p.)         | (2L) Inhulets Petrove   |  |
| Myr Hornostayivka (2L)                | 6–0                  | (2L) Barsa Sumy         |  |
| Balkany Zorya(1) (AM)                 | 2–1                  | (2L) Skala Stryi        |  |
| Enerhiya Nova Kakhovka (2L)           | 0–4                  | (1L) Hirnyk Kryvyi Rih  |  |

Ghi chú:
- ^(1)  Giải đấu cho phép sự tham gia của các đội vào chung kết Cúp bóng đá nghiệp dư Ukraina. Tuy nhiên đội vô địch Cúp bóng đá nghiệp dư Ukraina 2014, AF Piatykhatska Volodymyrivka (đổi tên thành FC Inhulets Petrove) đã gia nhập PFL. Vì vậy PFL thay thế vị trí bỏ trống này với đội xếp thứ hạng cao nhất. Bởi vì cả hai đội thua ở bán kết Cúp nghiệp dư cũng đã gia nhập PFL, trong các đội thua ở tứ kết, Balkany Zorya có thứ hạng cao nhất.

### Vòng 32 đội
Vòng này có sự tham gia của tất cả 14 đội từ Giải bóng đá vô địch quốc gia Ukraina 2014–15, 5 highest ranking đội từ Giải bóng đá hạng nhất quốc gia Ukraina 2014–15 và 13 đội thắng từ Vòng sơ loại enter this stage of the competition which also includes 8 đội từ Giải bóng đá hạng nhất quốc gia Ukraina 2014–15, 4 đội từ Giải bóng đá hạng nhì quốc gia Ukraina 2014–15 và last season's Cúp bóng đá nghiệp dư Ukraina quarter-finalist. Lễ bốc thăm diễn ra vào ngày 29 tháng 7 năm 2015 at the House of Football ở Kiev.
| 21 20 tháng Tám15 | Cherkaskyi Dnipro (1L) | 1–3      | (PL) Stal Dniprodzerzhynsk                 | Tsentralnyi Stadion, Cherkasy                      |  |
| 18:00             | Batalskyi 83'          | Chi tiết | Kozak 21' · Burlin 53' (l.n.) · Kulach 69' | Lượng khán giả: 3,650 Trọng tài: Serhiy Dankovskyi |  |

| 22 20 tháng Tám15 | Balkany Zorya (AM) | 0–1      | (PL) Dnipro Dnipropetrovsk | B. Y. Tropanets Stadium, Zorya                       |  |
| 14:00             |                    | Chi tiết | Rotan 84'                  | Lượng khán giả: 10,000 Trọng tài: Volodymyr Milanych |  |

| 22 20 tháng Tám15                                      | Zirka Kirovohrad (1L) | 1–1 (s.h.p.) (5–4 p)                                 | (PL) Karpaty Lviv | Zirka Stadium, Kirovohrad                            |  |
| 16:00                                                  | Zahalskyi 70' (ph.đ.) | Chi tiết                                             | Chachua 50'       | Lượng khán giả: 5,200 Trọng tài: Mykhailo Mytrovskyi |  |
|                                                        |                       | Loạt sút luân lưu                                    |                   |                                                      |  |
| Loktionov · Kucherenko · Kovalyov · Dopilka · Kavatsiv |                       | Karnoza · Daushvili · Holodyuk · Khudobyak · Kravets |                   |                                                      |  |

| 22 20 tháng Tám15 | Hirnyk-Sport Komsomolsk (1L) | 0–6      | (PL) Dynamo Kyiv                                                  | Yunist Stadium, Komsomolsk                        |  |
| 17:00             |                              | Chi tiết | Kravets 26' · Yarmolenko 39', 65', 76' · Veloso 56' · Antunes 67' | Lượng khán giả: 3,000 Trọng tài: Andriy Yabonskyi |  |

| 22 20 tháng Tám15 | Inhulets Petrove (2L) | 0–2      | (PL) Volyn Lutsk       | Inhulets Stadium, Petrove                          |  |
| 17:00             |                       | Chi tiết | Matei 26', 80' (ph.đ.) | Lượng khán giả: 1,720 Trọng tài: Oleksandr Pavlyuk |  |

| 22 20 tháng Tám15 | Hirnyk Kryvyi Rih (1L)         | 3–0      | (1L) Illichivets Mariupol | Metalurh Stadium, Kryvyi Rih                  |  |
| 17:00             | Sitalo 2' · Borovskyi 69', 81' | Chi tiết |                           | Lượng khán giả: 4,000 Trọng tài: Roman Kalyta |  |

| 22 20 tháng Tám15 | Arsenal Kyiv (2L) | 0–3      | (PL) Shakhtar Donetsk                 | V. Bannikov Stadium, Kyiv                      |  |
| 17:00             |                   | Chi tiết | Malyshev 23' · Eduardo 41' · Hryn 75' | Lượng khán giả: 1,500 Trọng tài: Andriy Kuzmin |  |

| 22 20 tháng Tám15 | MFC Mykolaiv (1L)  | 2–1      | (PL) Metalist Kharkiv | Tsentralnyi Stadion, Mykolaiv                 |  |
| 17:00             | Batyushyn 28', 79' | Chi tiết | Lyopa 30'             | Lượng khán giả: 10,000 Trọng tài: Vadym Sayik |  |

| 22 20 tháng Tám15 | FC Sumy (1L) | 0–1      | (1L) Obolon-Brovar Kyiv | Yuvileiny Stadium, Sumy                            |  |
| 17:00             |              | Chi tiết | Shevchuk 46'            | Lượng khán giả: 1,789 Trọng tài: Dmytro Kryvushkin |  |

| 22 20 tháng Tám15 | Myr Hornostayivka (2L) | 0–2      | (PL) Chornomorets Odesa    | Zatys Stadium, Horonostayivka                 |  |
| 17:00             |                        | Chi tiết | Slinkin 29' · Kovalets 74' | Lượng khán giả: 1,250 Trọng tài: Yuriy Ivanov |  |

| 22 20 tháng Tám15                                | Desna Chernihiv (1L) | 1–1 (s.h.p.) (2–4 p)                    | (PL) Vorskla Poltava | Yuri Gagarin Stadium, Chernihiv                      |  |
| 17:00                                            | Kondratyuk 57'       | Chi tiết                                | Shynder 18'          | Lượng khán giả: 4,800 Trọng tài: Maksym Kozyriatskyi |  |
|                                                  |                      | Loạt sút luân lưu                       |                      |                                                      |  |
| Chepurnenko · Kondratyuk · Chulanov · Kravchenko |                      | Tkachuk · Chesnakov · Dytyatev · Sklyar |                      |                                                      |  |

| 22 20 tháng Tám15 | Avanhard Kramatorsk (1L) | 1–3      | (PL) FC Oleksandriya                            | Avanhard Stadium, Kramatorsk                    |  |
| 17:30             | Filippov 35'             | Chi tiết | Polyarus 25' · Stepanyuk 32' · Chaus 47' (l.n.) | Lượng khán giả: 1,200 Trọng tài: Serhiy Skrypak |  |

| 22 20 tháng Tám15 | FC Ternopil (1L)                          | 3–1      | (PL) Metalurh Zaporizhya | City Stadium, Ternopil                             |  |
| 18:00             | Polyanchuk 3' · Kurylo 62' · Bohdanov 67' | Chi tiết | Zhurakhovskyi 45'        | Lượng khán giả: 3,000 Trọng tài: Pavlo Chyzhevskyi |  |

| 22 20 tháng Tám15 | Naftovyk-Ukrnafta Okhtyrka (1L) | 0–2      | (PL) Olimpik Donetsk              | Naftovyk Stadium, Okhtyrka                     |  |
| 18:30             |                                 | Chi tiết | Drachenko 6' · Postupalenko 90+2' | Lượng khán giả: 2,500 Trọng tài: Denys Shurman |  |

| 22 20 tháng Tám15 | Helios Kharkiv (1L)  | 1–0      | (PL) Hoverla Uzhhorod | Sonyachny Training Center, Kharkiv              |  |
| 19:00             | Cherednichenko 90+4' | Chi tiết |                       | Lượng khán giả: 3,000 Trọng tài: Yuriy Foshchiy |  |

| 23 20 tháng Tám15 | Krystal Kherson (2L) | 0–5      | (PL) Zorya Luhansk                                                                 | Krystal Stadium, Kherson                               |  |
| 17:00             |                      | Chi tiết | Khomchenovskyi 21' · Petryak 41' · Hrechyshkin 54' · Tankovskyi 63' · Lipartia 88' | Lượng khán giả: 5,155 Trọng tài: Volodymyr Novokhatniy |  |

### Vòng 16 đội
Có 10 đội từ Giải bóng đá vô địch quốc gia Ukraina và 6 đội từ Giải bóng đá hạng nhất quốc gia Ukraina tham gia vòng này. Lễ bốc thăm diễn ra vào ngày 28 20 tháng Tám15 ở House of Football ở Kiev. Các trận đấu diễn ra vào ngày 23 tháng Chín và 27, 28 tháng 10 năm 2015.

#### First Leg
| 23 tháng 9 năm 2015 | MFC Mykolaiv (1L) | 0–2      | (PL) Volyn Lutsk          | Tsentralnyi Stadion, Mykolaiv                      |  |
| 16:00               |                   | Chi tiết | Kozban 75' · Memeshev 90' | Lượng khán giả: 8,907 Trọng tài: Serhiy Dankovskyi |  |

| 23 tháng 9 năm 2015 | Hirnyk Kryvyi Rih (1L) | 1–1      | (PL) Stal Dniprodzerzhynsk | Metalurh Stadium, Kryvyi Rih                       |  |
| 16:00               | Hryhoryk 22'           | Chi tiết | Kravchenko 68'             | Lượng khán giả: 4,000 Trọng tài: Mykola Kryvonosov |  |

| 23 tháng 9 năm 2015 | Olimpik Donetsk (PL) | 0–2      | (PL) Dnipro Dnipropetrovsk      | Bannikov Stadium, Kyiv                      |  |
| 17:00               |                      | Chi tiết | Selezniov 16' · Babatunde 90+2' | Lượng khán giả: 600 Trọng tài: Ihor Paskhal |  |

| 23 tháng 9 năm 2015 | FC Ternopil (1L) | 0–5      | (PL) Shakhtar Donetsk                                           | City Stadium, Ternopil                           |  |
| 18:00               |                  | Chi tiết | Malyshev 35' · Bernard 47', 61' · Boryachuk 76' · Kovalenko 77' | Lượng khán giả: 15,500 Trọng tài: Yuriy Foshchiy |  |

| 23 tháng 9 năm 2015 | Zirka Kirovohrad (1L)  | 1–1      | (PL) FC Oleksandriya | Zirka Stadium, Kirovohrad                            |  |
| 18:00               | Kucherenko 12' (ph.đ.) | Chi tiết | Targamadze 43'       | Lượng khán giả: 7,230 Trọng tài: Mykhailo Mytrovskyi |  |

| 23 tháng 9 năm 2015 | Chornomorets Odesa (PL) | 0–1      | (PL) Vorskla Poltava | Chornomorets Stadium, Odesa                       |  |
| 19:00               |                         | Chi tiết | Bartulović 39'       | Lượng khán giả: 3,820 Trọng tài: Oleksandr Ivanov |  |

| 23 tháng 9 năm 2015 | Helios Kharkiv (1L) | 0–2      | (PL) Zorya Luhansk  | OSC Metalist(2), Kharkiv                       |  |
| 19:00               |                     | Chi tiết | Budkivskyi 34', 37' | Lượng khán giả: 3.165 Trọng tài: Andriy Kuzmin |  |

| 23 tháng 9 năm 2015 | Obolon-Brovar Kyiv (1L) | 0–2      | (PL) Dynamo Kyiv                  | Obolon Arena, Kyiv                              |  |
| 19:30               |                         | Chi tiết | Kovalenko 27' (l.n.) · Moraes 73' | Lượng khán giả: 5,100 Trọng tài: Serhiy Skrypak |  |

Ghi chú:
- ^(2)  Liên đoàn bóng đá Ukraina cho phép Helios Kharkiv thay đổi địa điểm thi đấu sang sân OSC Metalist lớn hơn.[7]

#### Lượt về
Ngày thi đấu lượt về được thông báo vào ngày 13 tháng Mười.
| 27 tháng 10 năm 2015 | Shakhtar Donetsk (PL)                                                | 4–0      | (1L) FC Ternopil | Obolon Arena(3), Kyiv                          |  |
| 14:00                | Ferreyra 5' (ph.đ.) · Kobin 33' · Boryachuk 67' · Taison 89' (ph.đ.) | Chi tiết |                  | Lượng khán giả: 1,200 Trọng tài: Denys Shurman |  |

Shakhtar thắng 9–0 sau hai lượt trận.
| 27 tháng 10 năm 2015 | Zorya Luhansk (PL)                 | 3–1      | (1L) Helios Kharkiv | Slavutych-Arena, Zaporizhya                        |  |
| 17:00                | Budkivskyi 7' · Karavayev 57', 68' | Chi tiết | Kravchenko 71'      | Lượng khán giả: 500 Trọng tài: Mykhailo Mytrovskyi |  |

Zorya thắng 5–1 sau hai lượt trận.
| 27 tháng 10 năm 2015 | Dynamo Kyiv (PL)                                   | 5–0      | (1L) Obolon-Brovar Kyiv | NSC Olimpiyskiy, Kyiv                           |  |
| 19:00                | Harmash 5', 32' · Husiev 66', 69' · Teodorczyk 80' | Chi tiết |                         | Lượng khán giả: 6,758 Trọng tài: Mykola Balakin |  |

Dynamo thắng 7–0 sau hai lượt trận.
| 27 tháng 10 năm 2015 | Vorskla Poltava (PL) | 0–0      | (PL) Chornomorets Odesa | Vorskla Stadium, Poltava                        |  |
| 19:30                |                      | Chi tiết |                         | Lượng khán giả: 4,500 Trọng tài: Serhiy Skrypak |  |

Vorskla thắng 1–0 sau hai lượt trận.
| 28 tháng 10 năm 2015 | Stal Dniprodzerzhynsk (PL)        | 2–1      | (1L) Hirnyk Kryvyi Rih | Meteor Stadium, Dnipropetrovsk               |  |
| 14:00                | Adamyuk 25' · Kotlyar 80' (ph.đ.) | Chi tiết | Ryabov 64'             | Lượng khán giả: 500 Trọng tài: Andriy Kuzmin |  |

Stal thắng 3–2 sau hai lượt trận.
| 28 tháng 10 năm 2015 | Volyn Lutsk (PL)                                                  | 5–0      | (1L) MFC Mykolaiv | Avanhard Stadium, Lutsk                            |  |
| 17:00                | Kobakhidze 27', 82' · Kravchenko 34' · Kozban 46' · Didenko 90+3' | Chi tiết |                   | Lượng khán giả: 1,800 Trọng tài: Mykola Kryvonosov |  |

Volyn thắng 7–0 sau hai lượt trận.
| 28 tháng 10 năm 2015 | FC Oleksandriya (PL) | 2–0      | (1L) Zirka Kirovohrad | CSC Nika Stadium, Oleksandriya                  |  |
| 17:00                | Kozak 12', 38'       | Chi tiết |                       | Lượng khán giả: 3,400 Trọng tài: Yuriy Foshchiy |  |

FC Oleksandriya thắng 3–1 sau hai lượt trận.
| 28 tháng 10 năm 2015 | Dnipro Dnipropetrovsk (PL)               | 3–2      | (PL) Olimpik Donetsk        | Dnipro-Arena, Dnipropetrovsk                        |  |
| 19:00                | Gama 33' · Babatunde 88' · Zozulya 90+4' | Chi tiết | Lysenko 74' · Shestakov 75' | Lượng khán giả: 5,026 Trọng tài: Andriy Yabolonskyi |  |

Dnipro thắng 5–2 sau hai lượt trận.
Ghi chú:
- ^(3)  Ban đầu trận đấu được tổ chức ở Bannikov Stadium nhưng FFU đã chuyển sang Obolon Arena.[9]

### Tứ kết
Có 8 đội từ Giải bóng đá vô địch quốc gia Ukraina tham gia vòng này. Lễ bốc thăm diễn ra vào ngày 30 tháng 10 năm 2015 tại Premier-Liha. Ban đầu các trận đấu lượt đi dự định tổ chức vào ngày 3 tháng 12 nhưng Giải vô địch quốc gia đã sắp xếp lại các trận đấu để diễn ra vào mùa xuân (2016).

#### Lượt đi
| 1 tháng 3 năm 2016 | Stal Dniprodzerzhynsk (PL) | 0–3      | (PL) Dnipro Dnipropetrovsk                       | Meteor Stadium, Dnipropetrovsk                     |  |
| 17:00              |                            | Chi tiết | Matheus 32' (ph.đ.) · Gama 70' · Léo Matos 90+2' | Lượng khán giả: 6,000 Trọng tài: Yevhen Aranovskyi |  |

| 1 tháng 3 năm 2016 | FC Oleksandriya (PL) | 1–1      | (PL) Dynamo Kyiv | NSC Olimpiyskiy, Kiev(4)                             |  |
| 19:00              | Basov 30'            | Chi tiết | Yarmolenko 67'   | Lượng khán giả: 3,554 Trọng tài: Yuriy Morzhanovskyi |  |

| 2 tháng 3 năm 2016 | Volyn Lutsk (PL) | 1–1      | (PL) Zorya Luhansk | Avanhard Stadium, Lutsk                         |  |
| 19:00              | Bohdanov 18'     | Chi tiết | Totovytskyi 25'    | Lượng khán giả: 3,200 Trọng tài: Yaroslav Kozyk |  |

| 2 tháng 3 năm 2016 | Vorskla Poltava (PL) | 0–4      | (PL) Shakhtar Donetsk                              | Butovsky Vorskla Stadium, Poltava                |  |
| 19:30              |                      | Chi tiết | Kovalenko 4' · Ferreyra 55' · Kucher 58' · Nem 80' | Lượng khán giả: 7,000 Trọng tài: Anatoliy Abdula |  |

#### Lượt về
The dates for the second leg matches were announced on tháng 3 năm 18.
| 27 tháng 3 năm 2016 | Shakhtar Donetsk (PL) | 1–2      | (PL) Vorskla Poltava | Obolon Stadium, Kiev                        |  |
| 17:00               | Bernard 67' (ph.đ.)   | Chi tiết | Khlyobas 28', 88'    | Lượng khán giả: 2,182 Trọng tài: Yuriy Vaks |  |

Shakhtar thắng 5–2 sau hai lượt trận.
| 6 tháng 4 năm 2016 | Zorya Luhansk (PL)                                                   | 5–0      | (PL) Volyn Lutsk | Slavutych Arena, Zaporizhia                           |  |
| 14:00              | Hordiyenko 21' · Petryak 50' · Karavayev 77', 87' · Opanasenko 90+1' | Chi tiết |                  | Lượng khán giả: 1,000 Trọng tài: Kostiantyn Trukhanov |  |

Zorya thắng 6–1 sau hai lượt trận.
| 6 tháng 4 năm 2016 | Dynamo Kyiv (PL) | 0–1      | (PL) FC Oleksandriya | CSC Nika, Oleksandriya                           |  |
| 17:00              |                  | Chi tiết | Chorniy 24'          | Lượng khán giả: 6,800 Trọng tài: Oleksandr Derdo |  |

Oleksandriya thắng 2–1 sau hai lượt trận.
| 6 tháng 4 năm 2016 | Dnipro Dnipropetrovsk (PL)                        | 4–1      | (PL) Stal Dniprodzerzhynsk | Dnipro Arena, Dnipropetrovsk                  |  |
| 19:00              | Leo Matos 29' · Matheus 48', 61' · Luchkevych 64' | Chi tiết | Vasin 86'                  | Lượng khán giả: 5,216 Trọng tài: Ihor Paskhal |  |

Dnipro thắng 7–1 sau hai lượt trận.
Ghi chú:
- ^(4)  Sự thay đổi địa điểm đã được hai bên quản lý đội đồng ý thi đấu lượt đi ở Kiev.[12]

### Bán kết
Tất cả bốn đội vào vòng này đều đến từ Giải bóng đá vô địch quốc gia Ukraina. Lễ bốc thăm diễn ra vào ngày 8 tháng 4 năm 2016 tại House of Football. Trong lễ bốc thăm đã bốc ra đội sẽ chơi trên sân nhà trong trận chung kết thuộc về đội thắng cuộc của cặp đấu Dnipro-Zorya.

#### Lượt đi
| 20 tháng 4 năm 2016 | FC Oleksandriya (PL) | 1–1      | (PL) Shakhtar Donetsk | CSC Nika, Oleksandriya                               |  |
| 19:00               | Hrytsuk 36'          | Chi tiết | Eduardo 54'           | Lượng khán giả: 6,735 Trọng tài: Anatoliy Zhabchenko |  |

| 20 tháng 4 năm 2016 | Dnipro Dnipropetrovsk (PL) | 1–0      | (PL) Zorya Luhansk | Dnipro Arena, Dnipropetrovsk                        |  |
| 19:00               | Zozulya 17'                | Chi tiết |                    | Lượng khán giả: 10,065 Trọng tài: Yevhen Aranovskyi |  |

#### Lượt về
| 11 tháng 5 năm 2016 | Zorya Luhansk (PL)             | 2–0      | (PL) Dnipro Dnipropetrovsk | Slavutych Arena, Zaporizhia                      |  |
| 17:00               | Lipartia 8' · Totovytsky 90+5' | Chi tiết |                            | Lượng khán giả: 5,500 Trọng tài: Anatoliy Abdula |  |

Zorya thắng 2–1 sau hai lượt trận.
| 11 tháng 5 năm 2016 | Shakhtar Donetsk (PL)    | 2–0      | (PL) FC Oleksandriya | Arena Lviv, Lviv                                      |  |
| 19:30               | Malyshev 15' · Nem 90+2' | Chi tiết |                      | Lượng khán giả: 1,750 Trọng tài: Kostyantyn Trukhanov |  |

Shakhtar thắng 3–1 sau hai lượt trận.

### Chung kết
| 21 tháng 5 năm 2016 | Zorya Luhansk (PL) | 0–2      | (PL) Shakhtar Donetsk | Arena Lviv, Lviv                                    |  |
| 17:00 LST           |                    | Chi tiết | Hladkyy 42', 57'      | Lượng khán giả: 21,720 Trọng tài: Yevhen Aranovskiy |  |

## Danh sách ghi bàn nhiều nhất
Đây là danh sách 10 cầu thủ ghi nhiều bàn thắng nhất của giải đấu kể cả vòng loại.
Tính đến  ngày 11 tháng 5 năm 2016
| Thứ hạng | Cầu thủ                  | Số bàn thắng (Pen.) | Đội bóng              |
| -------- | ------------------------ | ------------------- | --------------------- |
| 1        | Oleksandr Karavayev      | 4                   | Zorya Luhansk         |
| 1        | Andriy Yarmolenko        | 4                   | Dynamo Kyiv           |
| 3        | Bernard                  | 3                   | Shakhtar Donetsk      |
| 3        | Pylyp Budkivskyi         | 3                   | Zorya Luhansk         |
| 3        | Yuriy Komyahin           | 3                   | Myr Hornostayivka     |
| 3        | Maksym Malyshev          | 3                   | Shakhtar Donetsk      |
| 3        | Andriy Totovytskyi       | 3                   | Zorya Luhansk         |
| 3        | Matheus Leite Nascimento | 3 (1)               | Dnipro Dnipropetrovsk |